# Store Norske Spitsbergen Kulkompani
Store Norske Spitsbergen Kulkompani (SNSK), o semplicemente Store Norske, è una compagnia mineraria norvegese per l'estrazione del carbone con base alle Svalbard. Venne costituita nel 1916, dopo l'acquisizione dell'americana Arctic Coal Company (ACC) da parte dei norvegesi.
La compagnia dispone di 360 impiegati e opera su due miniere di carbone, la più grande delle quali si trova presso l'insediamento di Sveagruva, a circa 60 km a sud di Longyearbyen. La miniera di Svea Nord ha un prodotto annuale di 2 milioni di tonnellate di carbone bituminoso, un terzo del quale viene venduto per fini metallurgici.
La Store Norske Spitsbergen Kulkompani dispone di un porto commerciale a Capo Amsterdam, a 15 km da Sveagruva..